# Achille et la Tortue
Pour plus de détails, voir Fiche technique et Distribution.
Achille et la Tortue (アキレスと亀, Akiresu to kame) est un film japonais réalisé par Takeshi Kitano, sorti en 2008. Ce film est la troisième et dernière partie de la trilogie autobiographique après Takeshis' et Glory to the Filmmaker!. Chaque toile présente dans ce film a été peinte par Takeshi Kitano lui-même.

## Synopsis
Depuis son enfance, Machisu Kuramochi passe ses journées à peindre et à dessiner. Toute sa vie est vouée à cette passion dévorante. Enfant, il est le fils d'un riche collectionneur d'art. Mais à la suite de la faillite de son père, sa mère le place chez son oncle, paysan qui ne comprend pas sa passion pour la peinture et le malmène. Puis il vit en orphelinat. Adulte, il exerce des petits boulots qui lui permettent de peindre à ses heures de temps libre. Il rencontre celle qui sera son épouse et l'aidera dans son art. Il reste pauvre, et ses toiles n'ont pas de succès auprès du marchand d'art. Mais il continue d'expérimenter différentes techniques de peinture : projection de peinture, fresques sur les rideaux des commerçants du quartier, recherche d'inspiration en conditions extrêmes. Sa fille est lassée de ses frasques, elle quitte ses parents. Mais Machisu Kuramochi persiste, et demeure artiste jusqu'au bout.
Le prologue du film fait référence à la fable de Zénon d'Élée : le Paradoxe d'Achille et de la tortue.

## Fiche technique
- Titre : Achille et la Tortue
- Titre original : Akiresu to kame (アキレスと亀?)
- Réalisation : Takeshi Kitano
- Scénario : Takeshi Kitano
- Société de production : Nikkatsu
- Musique : Yuki Kajiura
- Studio : Bandai Visual
Tokyo FM
TV Asahi
WOWOW
- Pays de production :  Japon
- Langue : Japonais
- Format : Couleurs - 1,85:1 - Dolby Digital - 35 mm
- Genre : Comédie dramatique
- Durée : 119 minutes
- Dates de sortie : 
  - Japon : 20 septembre 2008
  - 28 août 2008 à la Mostra de Venise
  - France : 10 mars 2010

## Distribution
- Takeshi Kitano : Machisu Kuramochi
- Kanako Higuchi : Sachiko
- Kumiko Asô : Sachiko jeune
- Aya Enjôji : femme de Tomisuke
- Masatô Ibu : Akio Kikuta
- Akira Nakao : Risuke Kuramochi
- Nao Omori : Picture Dealer
- Ren Osugi : Tomisuke Kuramochi
- Susumu Terajima : Yakuza pimp
- Eri Tokunaga : Mari Kuramochi
- Mariko Tsutsui : Haru Kuramochi
- Yûrei Yanagi : Machisu adolescent
- Reikô Yoshioka : Machisu jeune